# Mahovnik
Mahovnik – wieś w Słowenii, w gminie Kočevje. W 2018 roku liczyła 302 mieszkańców.